# Miroslav Gono
Miroslav Gono (ur. 1 listopada 2000 w Pieszczanach) – słowacki piłkarz, występujący na pozycji środkowego pomocnika, od 2023 w słowackim klubie FC ViOn Zlaté Moravce. Młodzieżowy reprezentant Słowacji. 